# ゼネテック
株式会社ゼネテック（英: GENETEC CORPORATION）は、東京都新宿区に本社を置く日本のIT関連企業。

## 概要
組込みソフトウェア及びハードウェアのシステム受託開発、製造業を中心とするエンジニアリングソリューションの提供の他、災害時位置情報自動通知システムであるスマートフォン用防災アプリ「ココダヨ」を提供する。

## 沿革
- 1985年（昭和60年）7月 - 東京都新宿区に法人設立。組込みシステム受託開発事業を開始。
- 1990年（平成2年）12月 - 米国・CNC Software, Inc.と正規輸入代理店契約を締結。3次元CAD/CAMソフトウェア・Mastercamの販売を開始
- 1998年（平成10年）4月 - 大阪事業所を開設（大阪市中央区）
- 2003年（平成15年）7月 - 新横浜事業所を開設（横浜市港北区）
- 2005年（平成17年）7月 - 広島事業所を開設（広島市東区）
- 2005年（平成17年）11月 - 名古屋事業所を開設（名古屋市中区）
- 2006年（平成18年）8月 - ISO9001認証取得
- 2007年（平成19年）4月 - 福岡事業所を開設（福岡市博多区）
- 2010年（平成22年）12月 - ISO27001認証取得
- 2011年（平成23年）11月 - 本社をビッグス新宿ビルに移転
- 2015年（平成27年）9月 - 災害時位置情報自動通知システム『ココダヨ』サービス開始
- 2018年（平成30年）8月 - 米国・FlexSim Software Products, Inc.と日本総代理店契約締結。3次元シミュレーションツール・FlexSimの販売を開始
- 2020年（令和2年）3月 - 東京証券取引所JASDAQに上場
- 2021年（令和3年）12月 - 本社を新宿アイランドタワーに移転

## 事業内容
- システム受託開発事業
- エンジニアリングソリューション事業
- その他
  - ココダヨ事業